# Штольцман, Ян
Ян Штольцман (пол. Jan Sztolcman, 19 ноября 1854—29 апреля 1928) — польский исследователь и орнитолог.

## Биография
В 1872 году он начал изучать зоологию в Императорском Варшавском университете. В том же году он присоединился к Зоологическому кабинету в Варшаве, который является важным исследовательским центром, объединяющим польских и зарубежных ученых. Хранителем Кабинета в то время был Владислав Тачановский, а финансовую опеку оказывали графы Александр и Константин Браницкие.
Во время учёбы Ян Штольцман стал помощником Тачановского, помогая ему организовывать его энтомологические коллекции и препарировать птиц.
После того, как зоолог Константин Ельский отказался от сотрудничества с Зоологическим кабинетом, Штольцман прервал учебу и 24 августа 1875 года отправился в Перу. По дороге он делал короткие остановки в Монтевидео, Вальпараисо, Антофагаста, Арика и Кальяо. Лима стала для него основным форпостом и одновременно отправной точкой для организованных им зоологических экспедиций.
Его исследовательские поездки включали Кумботе, Тумбес (районы Эквадорa), Паскамайо, Кутерво, Чота и долину Мараньон, где он обнаружил четыре новых вида птиц, позже описанных в Дневниках Лондонского зоологического общества.
В 1881 году Штольцман завершил свои исследования и вернулся в Европу, чтобы в следующем году отправиться в Эквадор. Здесь вместе с Юзефом Семирадзким (геологом и палеонтологом, который позже написал отчёты об этом путешествии) он поселился в Гуаякиле, откуда отправился в экспедиции во внутренние районы страны, исследуя фауну и флору этой части Америки. В Гуаякиле, базовом лагере, Штольцман и Семирадзкий встретились с Эрнестом Малиновским, польским инженером и строителем железных дорог. Вместе эти выдающиеся исследователи Южной Америки встретили Рождество 1882 года.
В 1884 году Ян Штольцман вернулся в Варшаву, где в 1887 году взял на себя управление Зоологическим музеем Браницких, преобразованным в 1919 году после слияния с Зоологическим кабинетом в Государственный зоологический музей. Он был заместителем директора на новом учреждении. Здесь он получил звание доцента и профессора геологии и палеонтологии. Он был охотником, основателем (в 1899 г.) и редактором «Łowiec Polski».
В 1901 году он был участником исследовательской экспедиции в Судан в бассейне Белого Нила. 
Ян Штольцман  был активным защитником природы. Он принимал участие в спасении зубра. На Международном конгрессе по охране природы, состоявшемся 2 июня 1923 года в Париже, он забил тревогу и предложил создать Международное общество по сохранению зубров. Конгресс поддержал его инициативу и 26 августа 1923 года в Берлине прошло первое, учредительное заседание этого общества.  С 1926 года Ян Штольцман  был членом Государственного совета по охране природы.
Он умер в Варшаве в 1928 году.

## Научная деятельность
Ян Штольцман был одним из первых зоологов и поляков, исследователей Южной Америки. Он описал, среди прочего, колибри-лоддигезию (Loddigesia mirabilis), по результатам исследований  в долинах Кордильер в 1880 году. Птица считалась вымершей, пока в 1962 году бразильский натуралист Аугусто Руши не открыл заново этот вид в долине реки Уткубамба.
Во время своих путешествий, помимо описания различных видов фауны и флоры, он уделял много внимания описанию индейцев, встреченных во время его экспедиций. Больше всего его интересовали племена, населявшие перуанские побережья и окрестности города и пустыни Сечура - индейцы Юнка и берега Эквадора - индейцы Тумбез. Отчеты зоолога также включают описания других племен, индейцев Хиваро, населявших перуанскую Сьерру, индейцев Агуаруна и Кашибо и жителей перуанских лесов.
В честь исследователя названы многие виды птиц и млекопитающих,в том числе Phoenicothraupis stolzmanni, Colaptes stolzmanni, Catharus dryas stolzmanni и название млекопитающего Mustela stolzmanni.

## Публикации
- Ornitologia łowiecka (1905), Перу
- Wspomnienia z podróży (2 тома, 1912)
- Łowiectwo (1920)
- Przemówienie Jana Sztolcmana i Roberta de Clermont na Międzynarodowym Kongresie Ochrony Przyrody w Paryżu (1923)
- Żubr, jego historia, obyczaje i przyszłość (1926)
- O dymorfiźmie płciowym
- Szkice ornitologiczne (1916)
- Nad Nilem Błękitnym
- Czwarty Polak za Kordylierami, Hrsg. Krajowa Agencja Wydawnicza 1982

## Описаны в честь
- Хомяк Штольцмана (Ichthyomys stolzmanni) Thomas, 1893[1].
- Черноспинная овсянка (Urothraupis stolzmanni) Taczanowski & Berlepsch, 1885
- Желтогрудая ширококлювая танагра (Chlorothraupis stolzmanni)  (Berlepsch & Taczanowski, 1884)[1]
- Tachycineta stolzmanni (Philippi, 1902)[1]
- Ceratophrys stolzmanni — Рогатка Стольцмана, или эскуэрсо, или эскуэрса Steindachner, 1882